# Парламентские выборы в Великобритании (1868)
Парламентские выборы в Великобритании 1868 года прошли с 17 ноября по 7 декабря и стали девятнадцатыми парламентскими выборами в истории Соединённого королевства Великобритании и Ирландии после Акта об унии 1800 года и первыми после избирательной реформы 1867 года, который предоставил избирательные права многим мужчинам-домохозяевам, в том числе из городского мужского рабочего класса в Англии и Уэльсе. Впервые в истории Великобритании в голосовании приняло участие более миллиона человек; почти в три раза больше, чем на предыдущих выборах. По итогам голосования либералы вновь опередили консерваторов, увеличив своё большинство до 116 мест, а их лидер Уильям Гладстон возглавил новое правительство ещё до окончания голосования, 3 декабря.
Это были последние в истории Великобритании парламентские выборы, на которых все места заняли только две ведущие партии, хотя в то время партии представляли собой свободные коалиции и партийная принадлежность не указывалась в регистрационных документах.

## Политическая ситуация
После смерти виконта Палмерстона в октябре 1865 года новым премьер-министром стал граф Рассел. Но его кабинет просуществовал меньше года и пал в июне 1866 года из-за разногласий по вопросу парламентской реформы. Проект канцлера казначейства Уильяма Гладстона никого не удовлетворил и привёл к падению правительства. В результате к власти пришли консерваторы, сформировав правительство меньшинства во главе с графом Дерби.
Летом 1867 года несмотря на противодействие консерваторов был принят Акт о народном представительстве, он же Акт о второй реформе, который значительно увеличил чило избирателей. По новому закону в городских округах Англии и Уэльса право голосовать получили все домовладельцы, а также жильцы, которые платили арендную плату в размере 10 фунтов стерлингов в год или более; в графствах был снижен порог стоимости недвижимости, и право голоса получили владельцы сельскохозяйственных земель и арендаторы с очень небольшими участками земли. Хотя закон вступал в силу поэтапно в течение следующих двух лет, его принятие значительно увеличило число мужчин, которые могли голосовать на выборах 1868 года. Аналогичный акт, но уже касавшийся Шотландии, был принят в июле 1868 года. Принятие закона о реформе требовало проведения новых выборов после составления нового списка избирателей.
В феврале 1868 года граф Дерби по состоянию здоровья сложил с себя полномочия премьер-министра, и кабинет возглавил канцлер казначейства Бенджамин Дизраэли. В своей вступительной речи он возвестил «настоящую либеральную политику». Вскоре, однако, выяснилось, что никаких новых шагов по пути реформ от Дизраэли ожидать не приходится. Во время парламентской сессии 1868 года он упорно противился всем предложениям либералов об ирландских реформах и главным образом лишению Церкви Ирландии статуса государственной. Не обращая внимания на либеральное большинство парламента, Дизраэли заявил, что уступит только воле нации, которая должна выразиться в новых выборах. Когда первые результаты этих выборов оказались против его партии, он сложил с себя власть уже 1 декабря, не дожидаясь окончательного избрания нового парламента.

## Результаты
Акт о народном представительстве 1868 года (Шотландия) стал продолжением Акта 1867 года и перераспределил места в Палате общин за счёт Англии (455 мест вместо прежних 464) в пользу Шотландии (58 мест вместо прежних 53), Уэльса (33 места вместо прежних 32) и университетов, чьё представительство выросло с 6 мест до 9 за счет формирования новых округов (по одному месту получили Лондонский университет, а также 4 шотландских университета, объединённые в пары Эдинбург—Сент-Эндрюс и Глазго—Абердин).
|        |              |                    |           |           |        |         |       |       |
| Партия | Партия       | Лидер              | Кандидаты | Голоса    | Голоса | Голоса  | Места | Места |
| Партия | Партия       | Лидер              | Кандидаты | Голоса    | %      | ± п. п. | Места | ±     |
|        | Либералы     | Уильям Гладстон    | 600       | 1 428 776 | 61,24  | ▲ 1,73  | 387   | ▲ 18  |
|        | Консерваторы | Бенджамин Дизраэли | 436       | 903 318   | 38,71  | ▲ 1,77  | 271   | ▼ 18  |
|        | Другие       |                    | 3         | 1157      | 0,05   | н/д     | 0     | ▬ 0   |
|        | Всего        | Всего              | 922       | 854 856   | 100    | ▬       | 658   | ▲4    |

Голоса (%)
| Голоса избирателей | Голоса избирателей | Голоса избирателей | Голоса избирателей | Голоса избирателей |
| ------------------ | ------------------ | ------------------ | ------------------ | ------------------ |
| Либералы           |                    |                    | 61.24 %            |                    |
| Консерваторы       |                    |                    | 38.71 %            |                    |
| Другие             |                    |                    | 0.05 %             |                    |

Места
| Места в парламенте | Места в парламенте | Места в парламенте | Места в парламенте | Места в парламенте |
| ------------------ | ------------------ | ------------------ | ------------------ | ------------------ |
| Либералы           |                    |                    | 58.81 %            |                    |
| Консерваторы       |                    |                    | 41.19 %            |                    |
| Другие             |                    |                    | 0.0 %              |                    |

### Результаты выборов по регионам
| Партия | Партия       | Великобритания | Великобритания | Великобритания | Великобритания | Великобритания | Великобритания | Великобритания | Англия    | Англия    | Англия | Англия | Англия | Англия | Англия | Шотландия      | Шотландия      | Шотландия      | Шотландия      | Шотландия      | Шотландия      | Шотландия      |
| Партия | Партия       | Кандидаты      | Голоса         | %              | ±              | Места          | ±              | Б/А            | Кандидаты | Голоса    | %      | ±      | Места  | ±      | Б/А    | Кандидаты      | Голоса         | %              | ±              | Места          | ±              | Б/А            |
| ------ | ------------ | -------------- | -------------- | -------------- | -------------- | -------------- | -------------- | -------------- | --------- | --------- | ------ | ------ | ------ | ------ | ------ | -------------- | -------------- | -------------- | -------------- | -------------- | -------------- | -------------- |
|        | Либералы     | 515            | 1 374 315      | 61,4           | ▲1,4           | 311            | ▲10            | 80             | 412       | 1 192 098 | 59,0   | ▲0,7   | 244    | ▼7     | 46     | 70             | 125 356        | 82,5           | ▼2,9           | 51             | ▲9             | 23             |
|        | Консерваторы | 383            | 864 551        | 38,6           | ▼1,4           | 234            | ▼10            | 65             | 308       | 803 637   | 40,2   | ▼0,8   | 211    | ▼2     | 54     | 20             | 23 985         | 17,5           | ▲2,9           | 7              | ▼4             | 3              |
|        | Другие       | 1              | 969            | 0,1            | н/д            | 0              | ▬              | 0              | 1         | 969       | 0,1    | н/д    | 0      | ▬      | 0      | Не участвовали | Не участвовали | Не участвовали | Не участвовали | Не участвовали | Не участвовали | Не участвовали |
| Всего  | Всего        | 899            | 2 239 835      | 100            | ▬              | 555            | ▼3             | 145            | 747       | 1 996 704 | 100    | ▬      | 455    | ▼9     | 100    | 90             | 149 341        | 100            | ▬              | 58             | ▲5             | 26             |

| Партия | Партия       | Уэльс          | Уэльс          | Уэльс          | Уэльс          | Уэльс          | Уэльс          | Уэльс          | Ирландия  | Ирландия | Ирландия | Ирландия | Ирландия | Ирландия | Ирландия | Университеты   | Университеты   | Университеты   | Университеты   | Университеты   | Университеты   | Университеты   |
| Партия | Партия       | Кандидаты      | Голоса         | %              | ±              | Места          | ±              | Б/А            | Кандидаты | Голоса   | %        | ±        | Места    | ±        | Б/А      | Кандидаты      | Голоса         | %              | ±              | Места          | ±              | Б/А            |
| ------ | ------------ | -------------- | -------------- | -------------- | -------------- | -------------- | -------------- | -------------- | --------- | -------- | -------- | -------- | -------- | -------- | -------- | -------------- | -------------- | -------------- | -------------- | -------------- | -------------- | -------------- |
|        | Либералы     | 29             | 52 256         | 62,1           | ▼11,9          | 23             | ▲5             | 10             | 85        | 54 461   | 57,9     | ▲2,3     | 66       | ▲8       | 41       | 4              | 4605           | 44,6           | ▲21,1          | 3              | ▲3             | 1              |
|        | Консерваторы | 20             | 29 866         | 37,9           | ▲11,9          | 10             | ▼4             | 4              | 53        | 38 765   | 41,9     | ▼2,5     | 37       | ▼8       | 26       | 9              | 7063           | 55,4           | ▼21,1          | 6              | ▬              | 4              |
|        | Другие       | Не участвовали | Не участвовали | Не участвовали | Не участвовали | Не участвовали | Не участвовали | Не участвовали | 2         | 188      | 0,2      | н/д      | 0        | ▬        | 0        | Не участвовали | Не участвовали | Не участвовали | Не участвовали | Не участвовали | Не участвовали | Не участвовали |
| Всего  | Всего        | 49             | 82 122         | 100            | ▬              | 33             | ▲1             | 14             | 140       | 149 341  | 100      | ▬        | 103      | ▬        | 67       | 13             | 11 668         | 100            | ▬              | 9              | ▬              | 5              |

## После выборов
1 декабря 1868 года, несмотря на то что голосование на выборах в Палату общин ещё не закончилось, премьер-министр Дизраэли признал поражение консерваторов и подал в отставку. 3 декабря новым главой правительства стал лидер либералов Уильям Гладстон, который неожиданно потерпел поражение в Юго-Западном Ланкашире, но, победив в Гринвиче, смог остаться в парламенте, что и позволило ему стать новым премьер-министром. Основной своей миссией Гладстон считал «умиротворение Ирландии». Гладстон занимал пост премьер-министра более 5 лет, покинув его в феврале 1874 года.

### Комментарии
1. ↑  Приведённые здесь данные о количестве мест партии вигов включают спикера Палаты общин.
2. ↑  Заштрихованная окраска используется в избирательных округах, избравших депутатов от разных партий
3. ↑  Приведённые здесь данные о количестве мест партии вигов включают спикера Палаты общин.